# Westport Island
Westport Island es un pueblo ubicado en el condado de Lincoln en el estado estadounidense de Maine. En el Censo de 2010 tenía una población de 718 habitantes y una densidad poblacional de 19,47 personas por km².

## Geografía
Westport Island se encuentra ubicado en las coordenadas 43°54′45″N 69°41′58″O / 43.91250, -69.69944. Según la Oficina del Censo de los Estados Unidos, Westport Island tiene una superficie total de 36.87 km², de la cual 22.82 km² corresponden a tierra firme y (38.13%) 14.06 km² es agua.

## Demografía
Según el censo de 2010, había 718 personas residiendo en Westport Island. La densidad de población era de 19,47 hab./km². De los 718 habitantes, Westport Island estaba compuesto por el 97.77% blancos, el 0.14% eran afroamericanos, el 0.28% eran amerindios, el 0.28% eran asiáticos, el 0% eran isleños del Pacífico, el 0.42% eran de otras razas y el 1.11% pertenecían a dos o más razas. Del total de la población el 0.97% eran hispanos o latinos de cualquier raza.